# Wellesley (Massachusetts)
Wellesley es un municipio ubicado en el condado de Norfolk, Massachusetts, Estados Unidos. Tiene una población estimada, a mediados de 2021, de 30 191 habitantes.

## Geografía
La localidad está ubicada en las coordenadas 42°18′21″N 71°16′59″O / 42.30583, -71.28306 (42.305932, -71.282917). Según la Oficina del Censo de los Estados Unidos, tiene una superficie total de 27.3 km², de la cual 26.0 km² corresponden a tierra firme y 1.3 km² están cubiertos de agua.

## Demografía
Según el censo de 2020, en ese momento había 29 550 personas residiendo en la localidad. La densidad de población era de 1136.54 hab./km². El 74.72% de los habitantes eran blancos, el 2.10% eran afroamericanos, el 0.07% eran amerindios, el 14.87% eran asiáticos, el 0.03% eran isleños del Pacífico, el 1.80% eran de otras razas y el 6.41% eran de una mezcla de razas. Del total de la población, el 5.15% eran hispanos o latinos de cualquier raza.